# Cycas schumanniana
Cycas schumanniana là một loài thực vật hạt trần trong họ Cycadaceae. Loài này được Lauterb. mô tả khoa học đầu tiên năm 1900.